# Урсула Пласнік
Урсула Пласнік (нім. Ursula Plassnik; нар. 23 травня 1956 року, Клагенфурт, Австрія) — австрійська політична діячка і дипломат, член консервативної Австрійської народної партії (ÖVP). У жовтні 2004 — грудні 2008 років займала пост міністра закордонних справ Австрії. 

## Ранні роки і початок кар'єри
Пласнік родом з австрійської землі Каринтія, виросла в соціал-демократичній сім'ї словенського походження. З 1971 по 1972 рік була ученицею за обміном в дівочій школі Фокскрофт, що в місті Мідлбург (штат Вірджинія, США). Здобула юридичну освіту в Віденському університеті в 1977 році та одержала в рамках післядипломної освіти Сертифікат поглибленого курсу європеїстики (що відповідає ступеню магістра) Європейського коледжу в Брюгге. Згодом працювала на різних посадах в австрійському міністерстві закордонних справ до 1997 року. До того часу вважалася політично нейтральною або навіть соціал-демократкою.
1 липня 1997 року тогочасний австрійський віце-канцлер Вольфганг Шюссель обрав її начальником своєї канцелярії. У 2000 році вона відмовилася від пропозиції працювати в Раді Європи, щоб залишитися в Австрії і допомогти Вольфгангу Шюсселю, коли він став австрійським канцлером у коаліційному уряді з Австрійською партією свободи. Вона вважається близьким другом і довіреною особою Шюсселя.
Пласнік залишалася начальником канцелярії в уряді Шюсселя до 15 січня 2004 року, коли стала послом Австрії в Швейцарії. Заявку Урсули Пласнік на участь у конкурсі за посаду генерального секретаря Організації з безпеки і співробітництва в Європі було заветовано Туреччиною через її опозицію до заявки цієї країни на вступ в Євросоюз.

## На посаді міністра закордонних справ
Після того, як Беніта Ферреро-Вальднер подала у відставку через її обрання єврокомісаром з питань зовнішніх відносин та європейської політики сусідства, 18 жовтня 2004 року Пласнік призначається міністром закордонних справ, а 20 жовтня її було приведено до присяги. Після отримання пропозиції очолити австрійське зовнішньополітичне відомство вона вступила в Австрійську народну партію. 2 грудня 2008 р. її на посту керівника МЗС змінив Міхаель Шпінделеггер.

## Особисте життя
Пласнік була двічі одружена. Її першим чоловіком був Георг Пош, який, будучи соціал-демократом, став генеральним секретарем австрійського парламенту. Свій другий шлюб вона взяла з швейцарським дипломатом Жераром Студманом. Вона виділяється на публіці своїм зростом у 191 см.